# Dominació (àngel)
La dominació és un tipus d'àngel que pertany a la segona esfera o graó de la jerarquia segons l'angeologia. Les dominacions, de nombre i noms desconeguts, ja que no es manifesten als humans, s'encarreguen de l'ordre, tant del cosmos com entre els altres àngels, repartint feina entre els pertanyents a les jerarquies inferiors. Es representen com humans alats però amb ceptres i a vegades rajos que els envolten.